# New York City Marathon 1994
De New York City Marathon 1994 werd gelopen op zondag 6 november 1994. Het was de 25e editie van deze marathon.
De Mexicaan Germán Silva kwam bij de mannen als eerste over de streep in 2:11.21. Vlak voor de finish nam hij een verkeerde afslag, maar wist deze fout nog tijdig te herstellen en zijn landgenoot Benjamin Paredes, die wel goed liep, in te halen. De Keniaanse Tegla Loroupe won bij de vrouwen in 2:27.37.
In totaal finishten 29.735 marathonlopers de wedstrijd, waarvan 22.578 mannen en 6.977 vrouwen.

## Uitslagen

### Mannen
| rang   | naam              | land | tijd    |
| ------ | ----------------- | ---- | ------- |
| Goud   | Germán Silva      | MEX  | 2:11.21 |
| Zilver | Benjamin Paredes  | MEX  | 2:11.23 |
| Brons  | Arturo Barrios    | MEX  | 2:11.43 |
| 4      | Sammy Lelei       | KEN  | 2:12.24 |
| 5      | Domingos Castro   | POR  | 2:12.49 |
| 6      | Kenjiro Jitsui    | JPN  | 2:13.01 |
| 7      | Leszek Beblo      | POL  | 2:13.12 |
| 8      | Isidro Rico       | MEX  | 2:13.22 |
| 9      | Salvatore Bettiol | ITA  | 2:13.44 |
| 10     | Michael Kapkiai   | KEN  | 2:14.38 |

### Vrouwen
| rang   | naam               | land | tijd    |
| ------ | ------------------ | ---- | ------- |
| Goud   | Tegla Loroupe      | KEN  | 2:27.37 |
| Zilver | Madina Biktagirova | BLR  | 2:30.00 |
| Brons  | Anne-Marie Lauck   | USA  | 2:30.19 |
| 4      | Anuța Cătună       | ROU  | 2:31.26 |
| 5      | Claudia Lokar      | GER  | 2:31.47 |
| 6      | Olga Appell        | USA  | 2:32.45 |
| 7      | Ritva Lemettinen   | FIN  | 2:33.11 |
| 8      | Albertina Dias     | POR  | 2:34.14 |
| 9      | Alena Peterkova    | CZE  | 2:35.43 |
| 10     | Nadezhda Ilyina    | RUS  | 2:38.42 |

1970 ·
1971 ·
1972 ·
1973 ·
1974 ·
1975 ·
1976 ·
1977 ·
1978 ·
1979 ·
1980 ·
1981 ·
1982 ·
1983 ·
1984 ·
1985 ·
1986 ·
1987 ·
1988 ·
1989 ·
1990 ·
1991 ·
1992 ·
1993 ·
1994 ·
1995 ·
1996 ·
1997 ·
1998 ·
1999 ·
2000 ·
2001 ·
2002 ·
2003 ·
2004 ·
2005 ·
2006 ·
2007 ·
2008 ·
2009 ·
2010 ·
2011 ·
2012 · 
2013 ·
2014 ·
2015 ·
2016 ·
2017 ·
2018 ·
2019 ·
2020 · 
2021 ·
2022 ·
2023 ·
2024